# Ferrières (Tarn)
Ferrières è un comune francese soppresso del dipartimento del Tarn della regione dell'Occitania. Dal 1º gennaio 2016 si è fuso con i comuni di Castelnau-de-Brassac e Le Margnès per formare il nuovo comune di Fontrieu di cui è divenuto comune delegato.

## Società

### Evoluzione demografica
Abitanti censiti